# Ruby Tui
Ruby Tui (13 de dezembro de 1991) é uma ruguebolista de sevens neozelandesa, medalhista olímpica.

## Carreira
Ruby Tui integrou o elenco da Seleção Neozelandesa Feminina de Rugby Sevens medalha de prata na Rio 2016.